# Veselîi Stav, Șîroke
Veselîi Stav (în ucraineană Веселий Став) este un sat în comuna Andriivka din raionul Șîroke, regiunea Dnipropetrovsk, Ucraina.

## Demografie
Componența lingvistică a localității Veselîi Stav
     Ucraineană (85,71%)
     Rusă (11,43%)
     Alte limbi (0,95%)
Conform recensământului din 2001, majoritatea populației localității Veselîi Stav era vorbitoare de ucraineană (85,71%), existând în minoritate și vorbitori de rusă (11,43%).